# MP 38/40

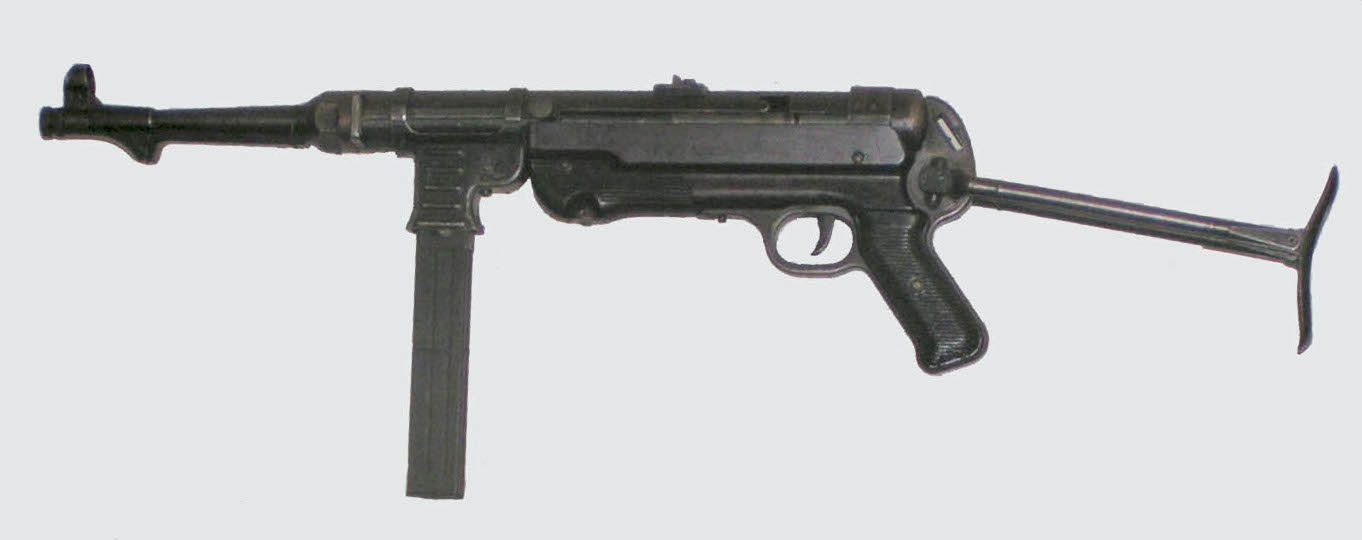
MP38/40

De MP 38/40 is een machinepistool met een 9×19 mm Luger/Para kaliber. Het weegt 4,7 kg geladen en 4,03 kg ongeladen. Het wapen is met opgevouwen schoudersteun 630 mm lang en met uitgevouwen schoudersteun 833 mm lang. Het was het meest gebruikte machinepistool van de Wehrmacht.
De theoretische vuursnelheid van het wapen is 500 schoten per minuut. Het magazijn kan 32 of 64 patronen bevatten en de effectieve vuurafstand is ongeveer 200 meter.
De MP 38/40 werd in de jaren 1938 en 1940 ontworpen naar het ontwerp van de ingenieur Vollmer van de Ermafabriek. Het wapen wordt weleens SCHMEISSER genoemd omdat deze naam op het munitiemagazijn vermeld staat. Die benaming is ten onrechte omdat de wapenontwikkelaar Hugo Schmeisser niets met het ontwerp van dit wapen te maken heeft gehad en slechts het magazijn leverde.
Er werden meer dan 1,2 miljoen MP 40's geproduceerd tijdens WOII. Het wapen werd aanvankelijk vooral gebruikt door parachutisten en tankbemanningen, later werd het een wijdverspreid wapen onder de infanterie.
De belangrijkste nadelen van de MP 38/40 waren dat het makkelijk vastliep, dit kwam omdat als het magazijn er niet recht in zat het een vastloper kon veroorzaken, en door het ontbreken van een houten handbeschermer was er kans op brandwonden bij langdurig gebruik. De MP 38 en MP 40 hadden een zeer kleine effectieve vuurafstand, althans in vergelijking met de Russische PPSh-41 die ook nog eens een magazijn had met meer dan twee keer zoveel patronen.